# Майданек (гміна Войславичі)
Майданек (пол. Majdanek) — село в Польщі, у гміні Войславичі Холмського повіту Люблінського воєводства.
У 1975-1998 роках село належало до Холмського воєводства.